# Chinquapin (Carolina del Norte)
Chinquapin es un lugar designado por el censo ubicado del condado de Duplin en el estado estadounidense de Carolina del Norte.